# 巴爾門山
45°54′47.52″N 7°51′26.89″E / 45.9132000°N 7.8574694°E

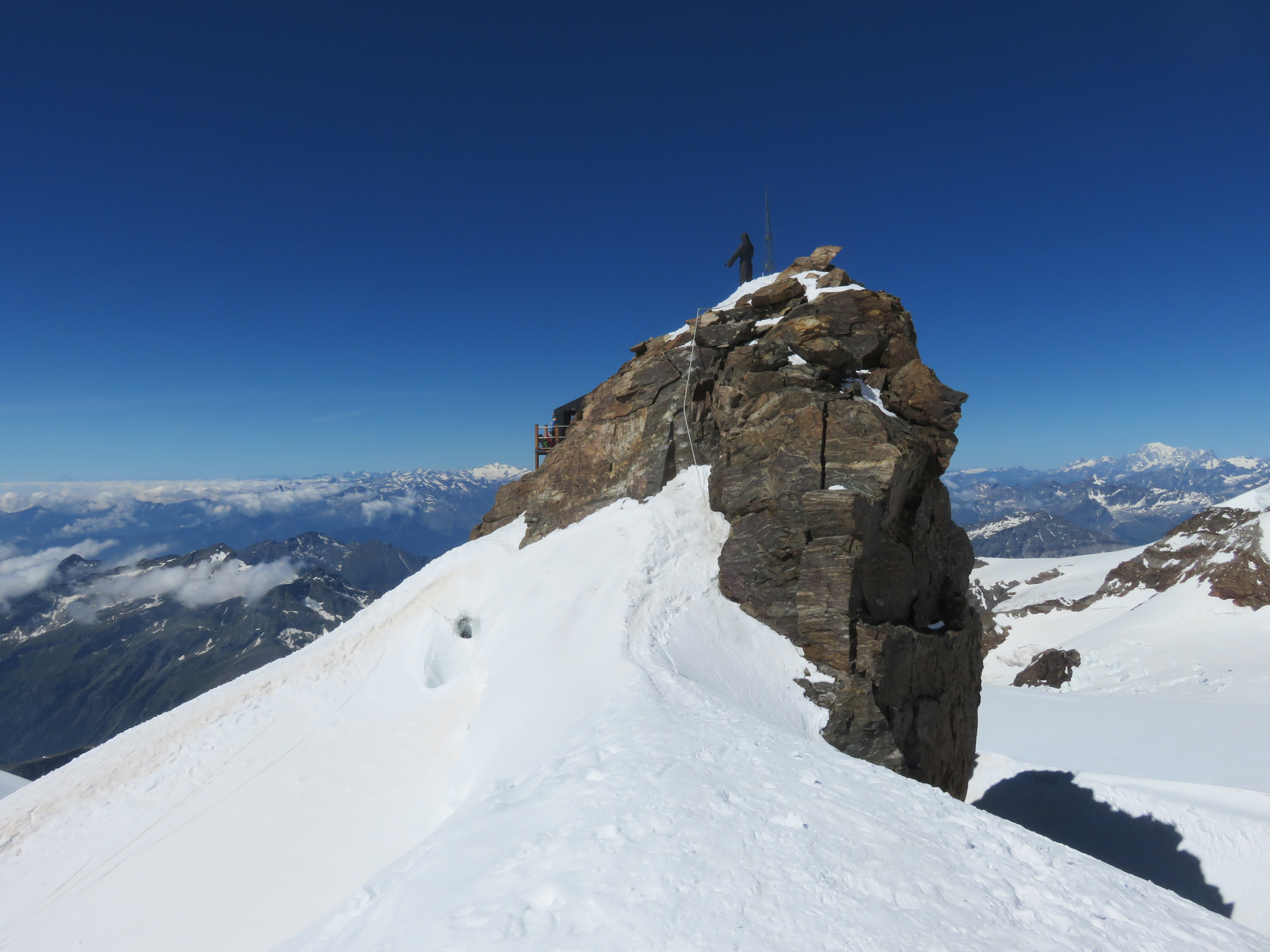

巴爾門山（義大利語：Balmenhorn），是意大利的山峰，位於該國西北部，由瓦萊達奧斯塔大區負責管轄，屬於本寧阿爾卑斯山脈的一部分，海拔高度4,167米，人類首次在1873年8月18日首次登頂。